# Nom de code : Émeraude
Pour plus de détails, voir Fiche technique et Distribution.
Nom de code : Émeraude (Code Name: Emerald) est un film américain réalisé par Jonathan Sanger (en), sorti en 1985.

## Synopsis
Pendant la Seconde Guerre mondiale et quelques mois avant le débarquement en Normandie, Gus Lang, un agent allié, est envoyé dans la France occupée pour sauver un "suzerain" capturé par les Allemands. Il s'agit d'une personne clé ayant une connaissance intime du moment et du lieu où l'invasion du jour J aura lieu. Plusieurs personnes l'aideront à réussir, parmi lesquels un ami des Alliés, un officier allemand, qui est une taupe hautement placée et la résistance française. Les SS, cependant, tenteront de bloquer leurs plans.

## Fiche technique
- Titre : Nom de code : Émeraude
- Titre original : Code Name: Emerald
- Réalisation : Jonathan Sanger (en)
- Scénario : Ronald Bass, d'après son roman The Emerald Illusion
- Musique : John Addison
- Photographie : Freddie Francis
- Montage : Stewart Linder
- Décors : Gérard Viard, Albert Rajau
- Costumes : Jean Zay, Nathalie Doux, Françoise Maréchal et Claude Ghene
- Production : Martin Starger
- Sociétés de production : Metro-Goldwyn-Mayer, NBC Productions & National Broadcasting Company
- Société de distribution : Metro-Goldwyn-Mayer
- Pays :  États-Unis
- Langue : Anglais
- Format : Couleur - Mono - 35 mm
- Genre : Action, drame, guerre et espionnage
- Durée : 91 minutes

## Distribution
- Ed Harris : Le capitaine Gus Lang alias « Émeraude »
- Max von Sydow : Le colonel Jurgen Brausch
- Horst Buchholz : Le général Walter Hoffman
- Helmut Berger : Le colonel Ernst Ritter
- Eric Stoltz : Le lieutenant Andrew Robert 'Andy' Wheeler
- Cyrielle Clair : Claire Jouvet
- Patrick Stewart : Le colonel Peters
- Graham Crowden : Sir Geoffrey Maeldin
- Tony Rohr : Patrick Callaghan
- George Mikell : Le major Seltz
- Didier Sandre : Duchelle
- Jenny Clève : Madame Farrel
- Katia Tchenko : Marie-Claude